# Cyperus acuminatus
Cyperus acuminatus es una especie de plantas del género Cyperus. Es originaria de Norteamérica, donde su distribución se extiende por el continente, con la excepción del norte de Canadá y el sur de México. Se encuentra en las zonas húmedas de los grandes ríos y cunetas.

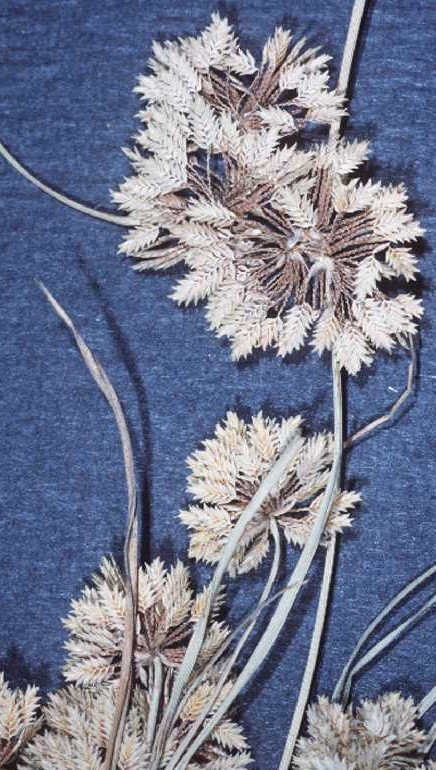
Detalle de la planta

## Descripción
Se trata de una planta anual con un tallo de fino que alcanza un tamaño de 40 centímetros de altura como máximo. Puede tener algunas hojas delgadas cerca de la base. Su esférica inflorescencia mide de uno a dos centímetros de ancho y contiene varias espiguillas cada una de unos pocos milímetros de largo. Cada espiguilla tiene una capa plana de flores que producen aquenios de forma ovalada, cada uno de alrededor de un milímetro de largo.

## Taxonomía
Cyperus acuminatus fue descrita por Torr. & Hook. ex Torr.   y publicado en Annals of the Lyceum of Natural History of New York 3: 435. 1836.
Etimología
Ver: Cyperus
acuminatus: epíteto latino que significa "acuminado".
Sinonimia
- Cyperus acuminatus var. cyrtolepis (Torr. & Hook.) Kük.
- Cyperus cyrtolepis Torr. & Hook.
- Cyperus cyrtolepis var. caepitosus Boeckeler
- Cyperus cyrtolepis varucescens Boeckeler
- Cyperus rufescens var. denticarinatus Britton[3][4]